# Amarilli Nizza
Amarilli Nizza (Milano, 4 gennaio 1971) è un soprano italiano.

## Biografia
Figlia del giocatore di basket Federico Nizza, trisnipote del soprano falcon Medea Mei Figner (Firenze 1859 - Parigi 1952), che fu la musa di Čajkovskij (il quale per lei ed il marito, il tenore Nikolaj Figner, scrisse La Dama di Picche nel 1890 e Jolanta nel 1892, rappresentate al Teatro Marijnskij di San Pietroburgo), da bambina comincia lo studio del pianoforte e poi del canto con la nonna Claudia Biadi. Nel 1993 vince giovanissima il concorso Mattia Battistini ed esordisce nel ruolo di Madama Butterfly (Cio-Cio-San) di Puccini al Teatro Flavio Vespasiano di Rieti.
Dopo una serie di esperienze giovanili, nel 2001 si affaccia alle ribalte internazionali dove interpreta soprattutto il grande repertorio lirico Italiano. Per il Teatro dell'Opera di Roma nel 2002 è Giorgetta ne Il tabarro, nel 2003 Francesca in Francesca da Rimini, nel 2005 Thaïs, nel 2006 Micaela in Carmen, nel 2008 Madama Butterfly alle Terme di Caracalla ed Amica, nel 2010 Margherita / Elena in Mefistofele, e nel 2011 Aida. Al Teatro Verdi (Trieste) nel 2003 è Nedda in Pagliacci diretta da Massimo de Bernart, nel 2004 è Anna ne I cavalieri di Ekebù, nel 2005 Anna Glavari ne La vedova allegra con Vittorio Grigolo, nel 2007 Suor Angelica e Manon Lescaut diretta da Daniel Oren, nel 2014 Cio-Cio-San in Madama Butterfly.
Nel 2003 è Tosca nella trasferta dell'Arena di Verona a Cipro. In Arena di Verona debutta come Aida nel 2005 ed interpreta il ruolo fino al 2015 (nel 2014 con la regia de La Fura dels Baus); nel 2006 è Nedda in Pagliacci di Leoncavallo. Nel 2012 è Micaela in Carmen di Bizet e Liù in Turandot di Puccini. Torna nel 2013 nel ruolo di Abigaille in Nabucco di Verdi e nel ruolo principale di Aida. Nel 2014 canta in Arena per la prima volta la sua Cio Cio San di Madama Butterfly. A Palermo nel 2004 si esibisce in I Vespri Siciliani diretto da Stefano Ranzani, nel 2007 I pagliacci con la regia di Lorenzo Mariani, nel 2008 Trittico (nei tre ruoli) diretto da Paolo Arrivabeni , nel 2009 Aida di Franco Zeffirelli, nel 2010 Nabucco con Roberto Frontali, Roberto Scandiuzzi, Simon Boccanegra e Ferruccio Furlanetto, nel 2011 Trovatore.
Al Teatro Filarmonico di Verona debutta nel 2004 in Tosca di Puccini; canta ne La vedova allegra (operetta) di Lehár nel 2005, è Manon Lescaut nel 2011 e Nedda in Pagliacci nel 2012; è Odabella in Attila (opera) di Verdi nel 2013. Nel 2007 debutta come Tosca con José Cura al Wiener Staatsoper. Nel prestigioso Festival Puccini di Torre del Lago debutta nel 2010 con Madama Butterfly e ritorna nel 2014 con Suor Angelica e Giorgetta de Il Tabarro. Canta per la prima volta nella città di Napoli nel 2006 interpretando Desdemona in Otello al Teatro San Carlo; sempre nel 2006 canta Madama Butterfly all'Arena Flegrea dove ritorna nel 2009 con lo stesso ruolo. Al Teatro Regio di Torino nel 2008 è Fidelia in Edgar ripresa dalla RAI e nel 2014 è Cio-Cio-San nella Madama Butterfly trasmessa in diretta HD nei cinema di tutto il mondo, in Italia in più di ottanta sale cinematografiche ed in contemporanea su Rai Radio 3. L'opera è andata anche in onda, in differita, su Rai 5 ed è stata vista da 97.000 spettatori. Nel gennaio del 2015 è di nuovo al Regio come protagonista di Suor Angelica.
A Nizza nel 2009 si esibisce in Manon Lescaut. Nel 2011 debutta al Royal Opera House di Londra come Cio-Cio-San in Madama Butterfly, è Leonora ne Il trovatore al Teatro Massimo Vittorio Emanuele di Palermo, Lady Macbeth in Macbeth (opera) all'Opera di Lipsia, Nedda in Pagliacci con Alberto Gazale diretta da Oren al Teatro Verdi (Salerno) e Tosca a Torre del lago 2011 con Ambrogio Maestri. Nel 2012 è Mimì ne La bohème all'Opéra de Nice. Nel 2013 è Amica all'Opéra de Monte-Carlo, Madama Butterfly alla Fenice di Venezia dove torna con lo stesso ruolo nel 2014. Sempre nel 2012 si esibisce a Salerno con Madama Butterfly.
Al Teatro Maggio Musicale Fiorentino nel 2009 I pagliacci di Franco Zeffirelli e nel 2015 Madama Butterfly diretta da Giampaolo Bisanti. Nel 2015 si è esibita in Suor Angelica al Teatro Regio di Torino, in Nabucco e Tosca all'Oper Leipzig, Macbeth al De Nationale Opera Amsterdam, Andrea Chenier diretta da Lu Jia con Alberto Gazale a Pechino, in Aida insieme a Gregory Kunde all'Arena di Verona diretta da Andrea Battistoni nell'allestimento di Franco Zeffirelli, in Macbeth al Teatro Comunale di Bologna e in Manon Lescaut al Hamburgische Staatsoper. Nel 2016 si è esibita in Macbeth all'Semperoper Dresden, in Suor Angelica all'Opera di Firenze, in Nabucco all'Opera di Leipzig, in Madama Butterfly al Teatro Municipale di Piacenza e al Teatro Comunale di Modena.
In Spagna ha cantato a Maiorca (Tosca, 2005), a Oviedo Un ballo in maschera al Teatro Campoamor nel 2009 e all'Opera di Oviedo in Madama Butterfly nel 2014), a Siviglia (Madama Butterfly nel 2012), a Pamplona (Madama Butterfly, 2012) e al Gran Teatre del Liceu di Barcellona (Madama Butterfly nel 2013 e Il Tabarro in versione concerto, 2014). In Germania ha debuttato nel 2003 con Aida alla Deutsche Oper di Berlino, dove è ritornata nel 2005 con Pagliacci e nel 2007 con Suor Angelica. Inoltre ha debuttato nella Staatsoper di Amburgo (2011, Macbeth; 2013, I due Foscari), all'Opera di Lipsia (2011 e 2012, Macbeth; 2013 e 2014, Nabucco 2014, Tosca 2014) e alla Semperoper di Dresda (2012, Tosca; 2013 Macbeth).
In Giappone si è esibita al National Theatre di Tokyo nel 2002 con Tosca e Trovatore con Vincenzo La Scola e Carlo Guelfi, a Bunkamura con Tosca nel 2006, al teatro Bunka Kaikan con I vespri siciliani con Stefano Ranzani e l'orchestra del Teatro Massimo di Palermo nel 2007, con La forza del destino diretta da Zubin Mehta con l'orchestra del maggio musicale fiorentino nel 2011 e con un Concerto di Gala con opere di Puccini diretto da Myung-whun Chung con l'orchestra della Fenice di venezia nel 2013. In Cina si è esibita nel 2006 in un concerto a Pechino nella città proibita con il teatro San Carlo, nel 2013 in un concerto Verdi/Wagner a Macao sotto la direzione di Lu Jia, e nel 2015 in Andrea Chenier a Pechino Ncpa sempre sotto la direzione di Lu Jia.

## Repertorio
| Ruolo               | Titolo               | Autore      |
| ------------------- | -------------------- | ----------- |
| Norma               | Norma                | Bellini     |
| Micaëla             | Carmen               | Bizet       |
| Elena Margherita    | Mefistofele          | Boito       |
| Adriana Lecouvreur  | Adriana Lecouvreur   | Cilea       |
| Maddalena di Coigny | Andrea Chénier       | Giordano    |
| Anna Glawari        | La vedova allegra    | Lehár       |
| Nedda               | Pagliacci            | Leoncavallo |
| Amica               | Amica                | Mascagni    |
| Thaïs               | Thaïs                | Massenet    |
| Contessa d'Almaviva | Le nozze di Figaro   | Mozart      |
| Donna Elvira        | Don Giovanni         | Mozart      |
| Fidelia             | Edgar                | Puccini     |
| Manon Lescaut       | Manon Lescaut        | Puccini     |
| Mimì                | La bohème            | Puccini     |
| Floria Tosca        | Tosca                | Puccini     |
| Cio-Cio-San         | Madama Butterfly     | Puccini     |
| Giorgetta           | Il tabarro           | Puccini     |
| Suor Angelica       | Suor Angelica        | Puccini     |
| Lauretta            | Gianni Schicchi      | Puccini     |
| Liù Turandot        | Turandot             | Puccini     |
| Abigaille           | Nabucco              | Verdi       |
| Elvira              | Ernani               | Verdi       |
| Lucrezia Contarini  | I due Foscari        | Verdi       |
| Odabella            | Attila               | Verdi       |
| Lady Macbeth        | Macbeth              | Verdi       |
| Amalia              | I masnadieri         | Verdi       |
| Luisa Miller        | Luisa Miller         | Verdi       |
| Leonora             | Il trovatore         | Verdi       |
| Elena               | I vespri siciliani   | Verdi       |
| Amelia Grimaldi     | Simon Boccanegra     | Verdi       |
| Amelia              | Un ballo in maschera | Verdi       |
| Leonora di Vargas   | La forza del destino | Verdi       |
| Aida                | Aida                 | Verdi       |
| Desdemona           | Otello               | Verdi       |
| Mrs Alice Ford      | Falstaff             | Verdi       |
| Francesca           | Francesca da Rimini  | Zandonai    |
| Anna                | I cavalieri di Ekebù | Zandonai    |

## Discografia
Ha inciso diversi CD con diverse etichette e registrato vari DVD.
Ha inciso in prima mondiale un CD comprendente tutte le Mazurche di Chopin trascritte
da Pauline Viardot, con la pianista Enrica Ciccarelli
- Puccini: Giacomo Puccini (Rai Trade) - Trittico: Il Tabarro, Suor Angelica, Gianni Schicchi. Julian Reynolds (direttore), Amarilli Nizza, Orchestra della Fondazione Arturo Toscanini, Regia Cristina Pezzoli.
- Puccini: Opera Arias - Amarilli Nizza/Ostrava Dvorak Theatre Orchestra/Gianluca Martinenghi/Julian Reynolds/Arturo Toscanini Foundation Orchestra, 2008 Dynamic
- Verdi: Duetti verdiani - Roberto Frontali/Amarilli Nizza/Ostrava Dvorak Theatre Orchestra/Gianluca Martinenghi, 2011 Dynamic
- Verdi: Aida - Daniel Oren (direttore), Orlin Anastassov, Marianne Cornetti, Amarilli Nizza, Walter Fraccaro, Marco Spotti, Ambrogio Maestri. Arena di Verona 2009
- Verdi: This is my Verdi - Gianluca Martinenghi (direttore), Amarilli Nizza, Janacek Philharmonic Ostrava, Dynamic

## DVD
- Puccini, Edgar - José Cura (Edgar), Amarilli Nizza (Fidelia), Julia Gertseva (Tigrana), Marco Vratogna (Frank), direttore Yoram David e regia di Lorenzo Mariani - DVD e Blu-ray Disc 2008 - ArtHaus Musik/Rai Trade
- Verdi, I Vespri Siciliani - Vladimir Stoyanov (Guido di Monforte), Cesare Lana (Il Sire di Béthume), Lorenzo Muzzi (Il Conte Vaudemont), Renzo Zulian (Arrigo), Orlin Anastasov (Giovanni da Procida), Amarilli Nizza (La duchessa Elena), Stefano Ranzani (direttore), Orchestra della Fondazione Arturo Toscanini - DVD Dynamic Record
- Puccini, Il Trittico - Amarilli Nizza, Alberto Mastromarino, Annamaria Chiuri, Rubens Pelizzari, Alessandro Cosentino, Cristina Pezzoli, Julian Reynolds (direttore) - CD DVD e Blu-ray Disc - Rai Trade
- Mozart, Don Giovanni - Renato Bruson (Don Giovanni), Nikolay Bikov (Il commendatore), Anna Laura Longo (Donna Anna), Luca Canonici (Don Ottavio), Amarilli Nizza (Donna Elvira), Stefano de Peppo (Leporello), Orchestra Filarmonica di Roma, Michael Halasz (direttore), Enrico Castiglione (regia) - DVD Pan Dream Edition
- Riccardo Zandonai, I cavalieri di Ekebù - Victor Afanasenko (Giosta Berling), Mariana Pentcheva (La comandante), Amarilli Nizza (Anna), Carlo Striuli (Sintram), Luca Grassi (Cristian), Eldar Aliev (Samzelius), Federico Tiezzi (regia) - DVD BNG Edition

## Libri
- L'ancella di Euterpe (Eugenio Zacchi)
- Arte e spiritualità nel canto di Amarilli Nizza (Manlio Mirabile) - 2013
- Una voce poco fa (Bruno Baudissone) - Una raccolta di 109 interviste a grandi cantanti lirici del passato e di oggi, 2013
- La Serietà nel buffo (Carlo di Lauro) - Il melodramma italiano e l'arte di Gaetano Donizetti, 2014
- Andiamo all'Opera: Tosca (A. Franco) - ROMANZO BREVE (68 pagine) – MUSICA – Il genio di Puccini in un dramma nella Roma del 1800

## Riconoscimenti
- Premio Orazio Tosi per Tosca - Regio di Parma (2002)
- Premio Giulietta per Aida - Arena di Verona (2006)
- Premio Internazionale Gianni Poggi per il Trittico - Piacenza (2007)
- Premio Speciale Città di Anguillara (2007)
- Premio Internazionale Tiberini D'Oro 2008 (San Lorenzo in Campo)
- Premio Matassa d'Oro 2009 (Carpi)
- Premio Giovanni Zenatello 2009 (Verona)
- Premio Civetta d'oro 2010 alla carriera (Vizzini)
- Premio Marcella Pobbe 2010 (Vicenza)
- 42º Premio Puccini, il 22 dicembre 2013, premio alla carriera conferito annualmente dalla Fondazione Festival Pucciniano (Viareggio)
- Premio Verdi 2013 (Verona)

Amarilli Nizza ha lavorato con grandi Maestri:
Maurizio Rinaldi, Daniel Oren, Eve Queler, Bruno Bartoletti, Alain Lombard, Philippe Auguin, Markus Letonja, Patrick Fournillier, Renato Palumbo, Maurizio Arena, Maurizio Benini, Gianluigi Gelmetti, Alain Guingal, Donato Renzetti, Giuliano Carella, Günter Neuhold, Piergiorgio Morandi, Massimo de Bernart,  Stefano Ranzani, Kery-Linn Wilson, Steven Mercurio, Nikša Bareza, Ralf Weikert, Yoram David, Massimiliano Stefanelli, Viekoslav Sutej, Romano Gandolfi, George Pehlivanian, Paolo Carignani, Julian Kovatchev, Carlo Palleschi, Roberto Rizzi-Brignoli, Paolo Arrivabeni, Fabrizio Maria Carminati, Antonino Fogliani, Zubin Mehta, Myung-Whun Chung, Roberto Abbado, Marc Albrecht, Ulf Schirmer, Pinchas Steinberg.
E registi quali: 
Franco Zeffirelli, Pier Luigi Pizzi, Saverio Marconi, Vivien Hewitt, Stefano Vizioli, Stephen Lawless, Jean-Luis Grinda, Gianfranco De Bosio, Walter Pagliaro, Hugo De Ana, Gilbert Delfo, Alberto Fassini, Roberto De Simone, Massimo Ranieri, Federico Tiezzi, Nicolas Joël, Gino Landi, Cristina Pezzoli, Isabelle Wagner, Giorgio Gallione, Ivan Stefanutti, Dieter Kaegi, Leo De Bernardinis, Beppe De Tomasi, Pierfrancesco Maestrini, Renata Scotto, Antonello Madau Diaz, David Poutney, Götz Friedrich, Pier'Alli, Lorenzo Mariani, Renzo Giacchieri, Franca Valeri, Giovanni Scandella, Giulio Ciabatti, Francesco Micheli, David McVicar, Graham Vick, Robert Wilson, Damiano Michieletto, Andrea De Rosa, La Fura dels Baus, Alex Rigola.